# Vestibul

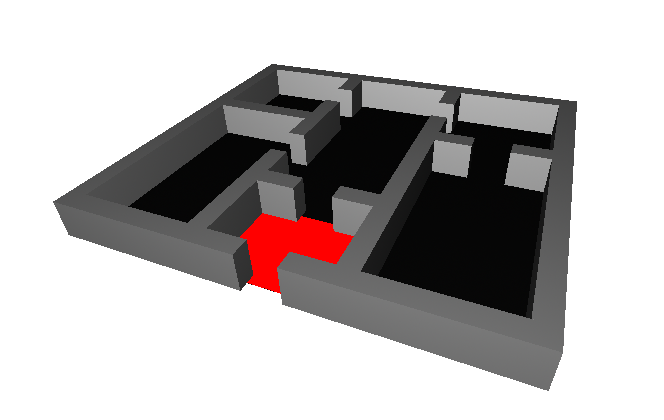
Vestibul (în roșu), plan în 3D, al unei case

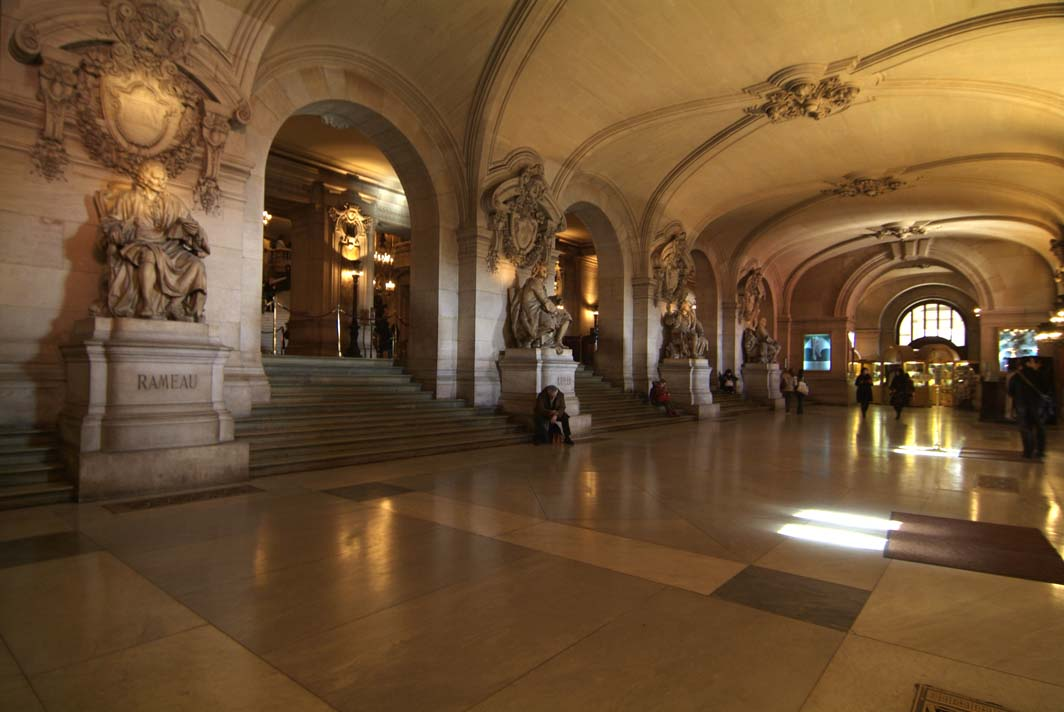
Vestibul al Opéra Garnier

Vestibul sau antreu este, în arhitectură, încăperea prin care se accede într-un edificiu, într-o casă, și care servește deseori de trecere pentru accesul în alte încăperi. În cazul locuințelor construite pe mai multe nivele, prin acest spațiu se accede foarte adesea la scară sau / și la ascensor, pentru etajele superioare. 
Într-o biserică, vestibulul este denumit, în mod curent, nartex, pronaos.

## Pronunțare
Cuvântul românesc vestibul se pronunță cu accentul tonic pe vocala [u].

## Etimologie
Cuvântul românesc vestibul are etimologie multiplă:
1. este un împrumut din latină, vestibulum[4], „vestibul”.[5]Acest cuvânt latinesc, la rândul său, este un derivat al cuvântului stabulum, „loc de ședere”, cu prefixul ve-, „afară de”.
2. este un împrumut din franceză, vestibule[4], care, la rândul său, provine din latină vestibulum sau din italiană vestibulo, „vestibul”, care și el provine din latinescul vestibulum.[6]

## Prezentare

### În Grecia Antică
Vechii greci dădeau vestibullui numele de prodromos sau prothyron. Era un soi de curte, situată între intrare și drumul public. Aici erau primiți cei care veneau să-l salute pe stăpânul casei, încât fără să intre în casă, nu rămâneau în stradă. 
Datorită tehnicilor de construcție disponibile în acel moment, nu a fost posibilă construirea de spații mari și, prin urmare, multe intrări aveau două rânduri de coloane care susțineau acoperișul și au creat un spațiu separat în jurul intrării.

### În Roma Antică
În arhitectura romană antică, inițial, pentru vestibulum era destinat un spațiu construit în mod luxos între stradă și poarta de acces la casele oamenilor bogați. În perioada târzie romană, termenul indica spațiul dintre ușa din față a casei și atrium. Pentru a intra în casa romană (domus) trebuia să traversezi vestibulul înainte de a intra în atrium.

### În Evul Mediu
După secolul al V-lea, vestibulile au fost folosite în bisericile creștine, atât în Răsărit, cât și în Occident.
Castelele și conacele feudale nu erau prevăzute cu vestibuluri, scările erau în șurub și disimulate.

### În Renaștere
Renașterea a adus moda vestibulurilor, odată cu scările ample. Până la sfârșitul secolului al XVIII-lea, au fost construite vestibuluri splendide, dintre care cel mai cunoscut este cel de la Versaillles, acoperit cu marmură.

### În zilele noastre
În zilele noastre, vestibulul comunică, de obicei, cu curtea sau grădina. Pe aici se pătrunde la parter, iar scara principală pornește tot de aici.

În arhitectură se disting două sorturi de vestibuluri. Unele sunt formate dinspre intrare din coloane; sunt uneori închise cu rame cu geam; altele sunt deschise și se compun din coloane sau pilaștri, care servesc de decorație a zidurilor fațadei casei.